# 礼文華峠

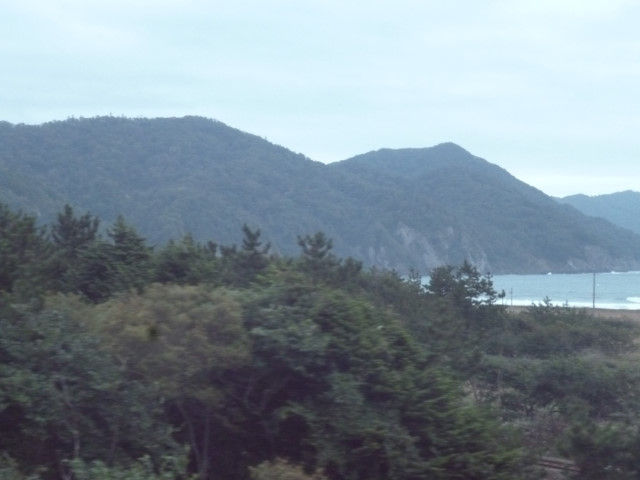
長万部側から見た礼文華（2013年4月）

礼文華峠（れぶんげとうげ）は、北海道山越郡長万部町と虻田郡豊浦町の境にある峠。国道37号とJR北海道室蘭本線が通過している。
渡島総合振興局と胆振総合振興局の境界にもなっている。

## 概要
道南と道央を結ぶ幹線であり、長万部側には静狩峠がある。国道37号は礼文華トンネル（全長1,331m）で峠を越えており、峠の長万部側ではさらに分水界を越えて黒松内町に入る。JR室蘭本線はより標高の低い箇所を礼文華山トンネル（2,712 m）をはじめとする長大トンネルの連続で通過しており、峠の直下には秘境駅として知られる小幌駅がある。
礼文華とは豊浦側の地名であり、アイヌ語で「レブンケップ」（repun-ke-p、沖へ流れ出るところ）の意味である。
国道37号は現在は隣の静狩峠とともにトンネルで越えているが、かつては猿留山道、雷電山道とともに旧道（礼文華山道）が「蝦夷地の3大難所」の1つとされていた。なお、国道37号の長万部町静狩 - 洞爺湖町清水間では特殊車両の通行制限を行っており、区間内には「高さ制限門型柱」を設置しているトンネルがある。

## 歴史
1799年（寛政11年）・1800年（寛政12年）に箱館と道東を結ぶ連絡路として開削工事が行われたが、いずれも難工事で未完成に終わっていた。1807年（文化3年）にやっと人や馬が通れる程度の道が完成した。1894年（明治27年）に改修工事が完了。準地方費道長万部停車場室蘭線として開削され、1932年（昭和7年）に地方費道函館室蘭線となり、1952年（昭和27年）の道路法公布によって一般国道37号となった。昭和30年代に峠付近の全面的なルート切り替えとなる改良工事が行われ、1966年（昭和41年）の新ルート開通でトンネル通過できるようになり通行が大幅に改善された。その後、トンネルの老朽化・狭あい化に伴い新しい礼文華トンネルを建設して1998年（平成10年）に供用開始された。
鉄道路線としては峠越えのトンネル掘削の難工事と社会情勢もあり幾度も遅延したが、1928年（昭和3年）に静狩 – 伊達紋別間が開通し長輪線（現・室蘭本線）となった。峠部は礼文華山トンネルが貫通している。
1967年（昭和42年）海側に新礼文華山トンネルが開通し複線化した。

## 周辺
- 豊浦町森林公園[5]